# ケン・フラック
ケン・フラック（Ken Flach, 1963年5月24日 - 2018年3月12日）は、アメリカ・ミズーリ州セントルイス出身の男子プロテニス選手。フルネームは Kenneth Eliot Flach （ケネス・エリオット・フラック）という。主に1980年代後半にかけて、アメリカを代表するダブルスのスペシャリストとして活動し、とりわけ同じ年のロバート・セグソとのコンビで多くの好成績を出した。1988年のソウル五輪でオリンピックテニス競技が復活した時の、最初の男子ダブルス金メダル獲得もある。フラックには1986年の全仏オープンとウィンブルドンで混合ダブルス2連勝もあった。自己最高ランキングはシングルス56位、ダブルス1位。

## 来歴
ケン・フラックとロバート・セグソは、南カリフォルニア大学在学中からダブルスのパートナーを組んでいた。2人は1983年からプロテニス選手となり、直ちにATPツアー大会で躍進を開始した。1984年5月のイタリアン・オープンでツアー初優勝を挙げ、この年に年間6勝を獲得する。1985年、2人は全米オープンを含む年間8勝を挙げ、ダブルス世界ランキング1位に到達した。全米ダブルス決勝で、フラックとセグソはフランスペアのヤニック・ノア＆アンリ・ルコント組を 6-7, 7-6, 7-6, 6-0 で破って初優勝した。1985年の8勝には、日本のセイコー・スーパー・テニス優勝もある。
1986年、フラックはキャシー・ジョーダンと混合ダブルスのペアを組んで全仏オープンとウィンブルドンに2連勝を達成した。8月にロバート・セグソが膝の手術を受けたため、フラックはしばらくの間異なるパートナーと組んで試合に出場し、当時10月開催だったジャパン・オープンでマット・アンガーと組んで初優勝した。1987年のウィンブルドンでフラックとセグソのペアは本格的に復活し、決勝でスペインペアのエミリオ・サンチェス＆セルヒオ・カサル組に 3-6, 6-7, 7-6, 6-1, 6-4 で競り勝ち、ウィンブルドン男子ダブルス初優勝を決めた。フラックにとっては、前年の混合ダブルスに続く2つ目のウィンブルドン優勝となる。全米オープンの男子ダブルス決勝で、セグソ＆フラック組はスウェーデンペアのヤリード＆ステファン・エドベリ組に 6-7, 2-6, 6-4, 7-5, 6-7 で敗れ、4大大会男子ダブルス2連覇を逃した。フラックはこの大会でシングルスの自己最高成績を出し、マッツ・ビランデルとの4回戦まで進出した。
1988年、フラックとセグソはウィンブルドン男子ダブルス2連覇を達成し、ソウル五輪の男子ダブルス金メダルも獲得した。オリンピックのテニス競技は、1926年に世界初のプロテニス選手が登場したことから、1928年アムステルダム五輪以後は公式種目から除外されてきたが、このソウル五輪でオリンピックにプロテニス選手の出場を認めることが決定した。オリンピックはアマチュアの祭典である、という基本理念を覆す決定がなされたため、当時は大きな波紋を呼んだ出来事だった。その記念すべき大会で、アメリカ代表選手のケン・フラックとロバート・セグソは、決勝でスペイン代表のエミリオ・サンチェス＆セルヒオ・カサル組を 6-3, 6-4, 6-7, 6-7, 9-7 の激戦の末に破り、オリンピックテニスにおける男子ダブルス「復活金メダル」の第1号ペアになった。
1989年、フラックとセグソはウィンブルドン男子ダブルス準決勝でアンダース・ヤリード＆ジョン・フィッツジェラルド組に 6-4, 2-6, 2-6, 3-6 で敗れ、ウィンブルドン3連覇を逃した。同年の全米オープン決勝でジョン・マッケンロー＆マーク・ウッドフォード組に 4-6, 6-4, 3-6, 3-6 で敗れた準優勝が、このコンビの最後の4大大会決勝戦になる。1991年8月のインディアナポリス大会が、フラック＆セグソ組の最後のツアー優勝になった。
ロバート・セグソが男子ツアーの第一線から退いた後も、ケン・フラックはさらに5つのツアー優勝を加えた。1992年3月のリプトン国際選手権優勝から全米オープン2回戦敗退までの間、半年間トッド・ウィッツケンとコンビを組んで試合に出場した。1993年はリック・リーチと組んで3勝を挙げ、全米オープン男子ダブルスで8年ぶり2度目の優勝を果たした。フラックとリーチは決勝でチェコペアのマルティン・ダム＆カレル・ノバチェク組を 6-7, 6-4, 6-2 で破り、フラックはここで最後の4大大会タイトルを獲得した。彼の最後の優勝は、1994年2月にヤン・アペルと組んだスコッツデール大会であった。現役最後の年となった1996年にも、ノースカロライナ州パインハースト大会でデビッド・ウィートンと組み、ここで最後のツアー決勝戦に出場している。フラックは1996年全米オープンの男子ダブルスでアンドレイ・オルホフスキーと組んだ1回戦敗退を最後に、33歳で現役を引退した。引退後はコーチとなって、2003年にヴァンダービルト大学をNCAAファイナルズに導いた。
ケン・フラックは1985年から1991年まで、7年間男子テニス国別対抗戦・デビスカップアメリカ合衆国代表選手を務めた。団体戦でも、彼の出場試合はすべてダブルス戦であった。通算成績は11勝2敗であり、1試合だけ（ロバート・セグソが膝の故障を患っていた1986年10月、ワールドグループ準決勝で）ポール・アナコーンと組んだことがある。
2018年3月12日カリフォルニア州サンフランシスコにて死去。54歳没。

## 主なダブルス優勝
- 全仏オープン　混合ダブルス：1勝（1986年）
- ウィンブルドン選手権　男子ダブルス：2勝（1987年・1988年）／混合ダブルス：1勝（1986年）
- 全米オープン　男子ダブルス：2勝（1985年・1993年）　［同部門準優勝：1987年・1989年］
- オリンピック　1988年ソウル五輪・男子ダブルス金メダル